# اثنان من أجل المال (فلم)
اثنان من أجل المال وبالإنجليزية Two for the Money هو فيلم روائي درامي إمريكي تم عرضه أكتوبر 2005، ومن بطولة آل باتشينو وماثيو ماكونهي وريني روسو
وإخراج د. ج. كاروسو، ويتناول عالم المرهنات على بطولة كرة القدم الأمريكية من خلال مكتب تقديم الاستشارات ومساعدة المراهنين يديره «والتر» الذي يؤمن بموهبة «برندون لينغ» في توقع نتيجة المباريات

## أحداث الفيلم
تبدأ الفيلم بطفل صغير («برندون لينغ») يعلب مع والده البيبسبول وكرة القدم الأمريكية مع صوت الراوي عن ذكريات طفولته ثم يصبح لاعب ذو إمكانيات في مباريات كرة القدم الأمريكيكة مع فريقه ولكن سخونة أحد المباريات تعرضه للإصابة في قدمه تمنعه من ممارستها نهائيا، ثم بعد ست سنوات يمتلك الموهبة في تحليل المباريات وتوقع نتيجتها ويعمل في مكتب بسيط، حتى يفاجأ بمكالمة وخطاب من «والتر» به الكثير من الدورلات وتذكرة سفر بالإضافة لرقم ينتظر اختيار «برندون لينغ» له.. كعرض مغري للعمل معه، فيخيره بين عرضه أو الاستمرار في عمله الحالي في مكتب شبيه بالسجون

## وصلات خارجية
- مقالات تستعمل روابط فنية بلا صلة مع ويكي بيانات